# Marie du silence
Pour plus de détails, voir Fiche technique et Distribution.
Marie du silence (grec moderne : Η Μαρία της σιωπής, I Maria tis siopis) est un film grec réalisé par Yánnis Dalianídis et sorti en 1973.
Ce film est considéré comme le dernier film de la période d'apogée du cinéma grec, les années 1960. Comme il n'atteint pas les 200 000 entrées escomptées, son interprète principale et star incontestée du cinéma commercial, Alíki Vouyoukláki, prend alors ses distances avec le cinéma.

## Synopsis
Marie (Alíki Vouyoukláki), sourde et muette, vit sur une petite île avec son père (Pantelis Zervos). L'instituteur (Alekos Alexandrakis), amoureux d'elle, lui apprend la langue des signes. Mais Mari est violée par le personnage le plus puissant de l'île (Spyro Kalogiros). De ce viol naît un garçon que le violeur et son épouse tentent de prendre à Marie. Celle-ci se défend et tue son agresseur. Jugée, elle est acquittée.

## Fiche technique
- Titre : Marie du silence
- Titre original : grec moderne : Η Μαρία της σιωπής (I Maria tis siopis)
- Réalisation : Yánnis Dalianídis
- Scénario : Petros Athinaios
- Société de production : Finos Film
- Directeur de la photographie : Stamatis Trypos
- Montage : Takis Chatzis
- Direction artistique :
- Musique : Mimis Plessas
- Pays d'origine : Grèce
- Genre : drame social
- Format  : 35 mm
- Durée :
- Date de sortie : 1973

## Distribution
- Alíki Vouyoukláki
- Pantelis Zervos
- Alekos Alexandrakis
- Spyro Kalogiros